# Financement direct
Le financement direct est une méthode de financement où les emprunteurs empruntent des fonds directement sur le marché financier sans recourir à un service tiers, comme un intermédiaire financier. Ceci est différent du financement indirect où un intermédiaire financier prend l'argent du prêteur contre un taux d'intérêt et prête à un emprunteur contre un taux d'intérêt plus élevé. Le financement direct est généralement effectué par des emprunteurs qui vendent des titres ou des actions pour lever des fonds et contourner le taux d'intérêt élevé des intermédiaires financiers (banques).